# 船面
船面（羅馬化：kuaitiao ruea，泰語發音：[kǔa̯j.tǐa̯w rɯ̄a̯]），又名船粿条是一种浓郁的泰式风味面条。它包含猪肉和牛肉，以及黑酱油、酸洗豆腐等其他香料，通常与肉丸和猪肝一起食用。汤头使用猪血或牛血，混合盐和香料调味（羅馬化：lueat mu sot 或 泰語：，羅馬化：lueat）。汤色与牛肉面汤相似（羅馬化：kuaitiao nuea pueay），但由于添加了猪血或牛血而变得更浑厚。因此也被称为生血粿条（皇家轉寫：kuai-tiao mu nam tok）。船面通常与猪皮和罗勒一起食用，以去除血腥味。

## 历史
1942年（銮披汶·颂堪时期），銮披汶·颂堪推出一种鼓励人们食用面条的国家主义政策。因为他们认为不仅对身体有益，也能够解决当时的国民经济问题，保持经济流通。后来，有人开始供应船面，最初是通过穿越曼谷运河的船只供应的。以前贩卖船面的小贩只能靠小船打工，划船、烫面、调汤、端菜、洗碗等大小事都得自己包办。如果碗太大，汤汁很容易洒出来，所以小贩很难把盛有热汤的大碗交给在岸上顾客。为了商家的方便和安全，这就是为什么盛船面的碗很小的原因。如今，这道菜也在各国餐馆里供应，许多摊贩仍然保留使用小碗来盛面的传统。
前泰国兰实市市长Decha Klinkusum说，1958年左右，人们开始将船抬上岸，坐在商店前的棚屋售卖船面。在1994年时期左右，人们通过木筏上或使用大型建筑船出售船面。他们大多停泊在兰实运河岸旁，引桥供行人入舟筏。
在泰国，著名的船面大多是在大城府和兰实中部。目前，最出名的船面的就是在胜利纪念碑附近。